# Frontière entre occitan et français

Extension des langues de l'ancienne Gaule romaine à la France actuelle :
1. Limites actuelles de la langue occitane.
2. Limites anciennes de la langue occitane.
3. Limites actuelles du francoprovençal.
4. Limites anciennes du francoprovençal.
5. Limites méridionales du français au VIIIe siècle (ligne Von Wartburg).
6. Limites méridionales du français au XIIIe siècle.
7. Limites du breton au XIXe siècle.
8. Limites du breton au IXe siècle.
9. Limite actuelle des langues germaniques.
10. Pertes du français sur les langues germaniques.
11. Recul des langues germaniques par rapport au français.

La frontière entre occitan et langue d'oïl est une frontière linguistique séparant les régions où l'on parle traditionnellement des dialectes de la langue occitane et celles où ce sont les dialectes d'oïl qui sont historiquement parlés, avant que le français s'impose, lui-même issu du mélange des langues d'oïl et d'autres apports divers, notamment occitans.
Cette frontière, mouvante dans le temps et selon les recherches, est néanmoins globalement fixée sur ce qu'on appelle au XXIe siècle l'Occitanie, l'espace culturel occitan, à savoir l'essentiel du Midi de la France, avec l'exception des zones bascophones, catalanophones et ligurophones.

## Présentation
La frontière est une zone tampon assez relative, correspondant au concept de « marge linguistique », à la fois « espace de transition » et « entité propre » au sens où une identité et des réalités sociales et culturelles propres émanent de cette position singulière, à la fois de relégation et de contact. Cette zone-frontière se justifie notamment par l'idée que la transition entre parlers occitans et parles d'oïl est souvent sujette à débats. Elle s'incarne dans des dialectes propres constitués d'apports d'une zone linguistique comme de l'autre, tels le marchois. 

### Localisation

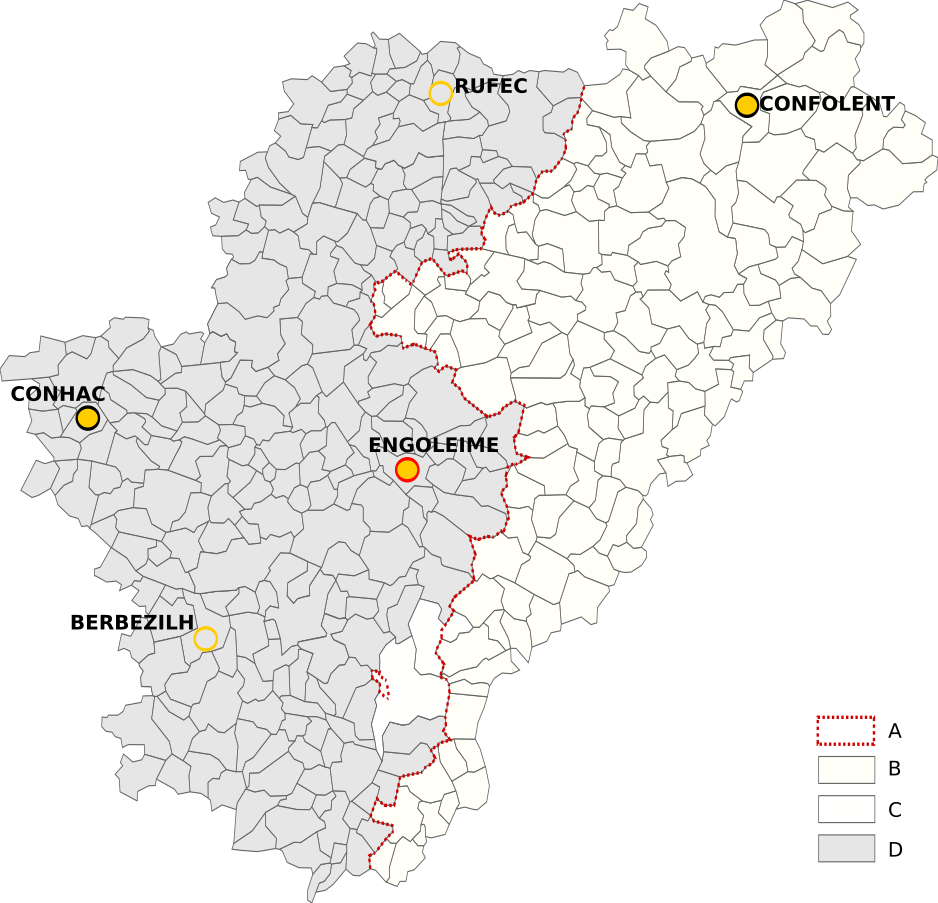
Carte linguistique du département de la Charente.
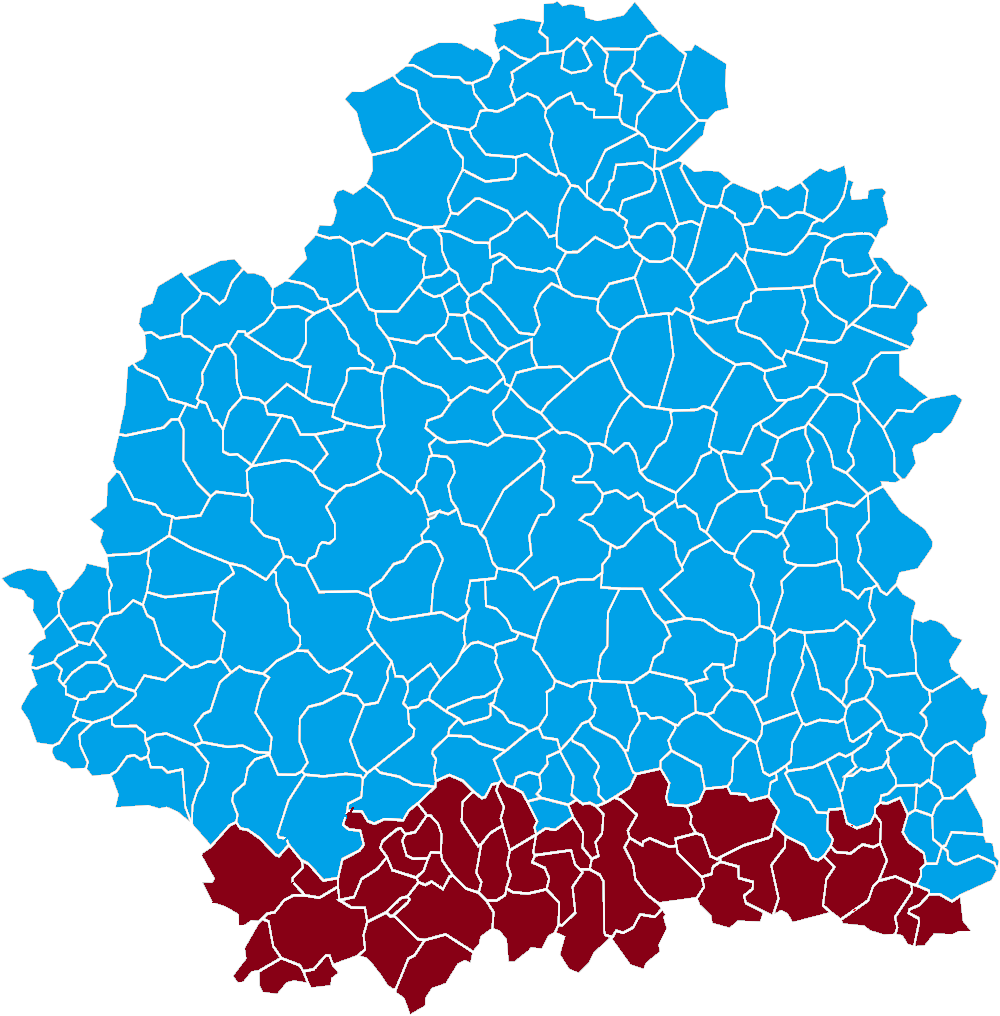
Carte linguistique du département de L'Indre.
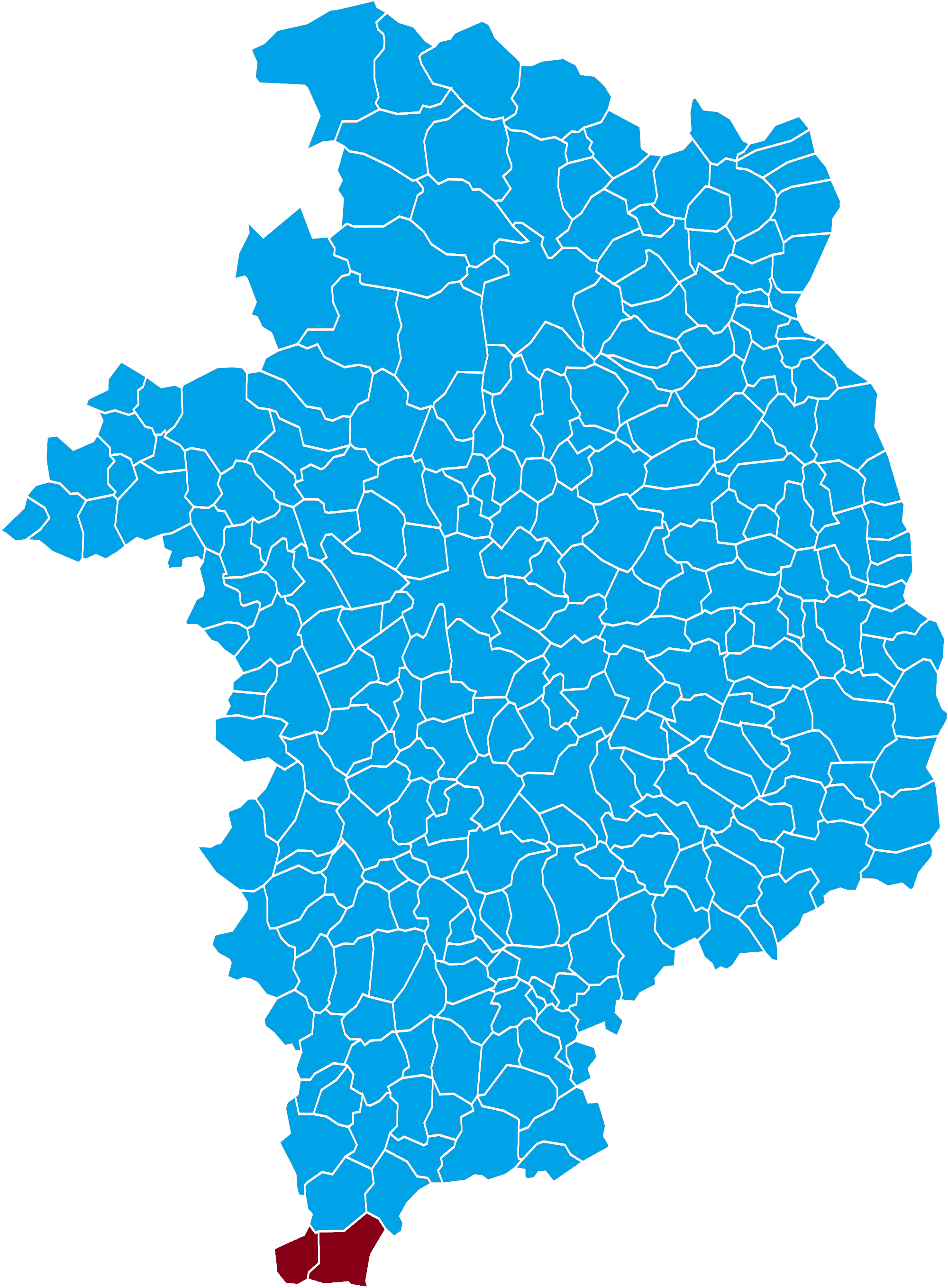
Carte linguistique du département du Cher.
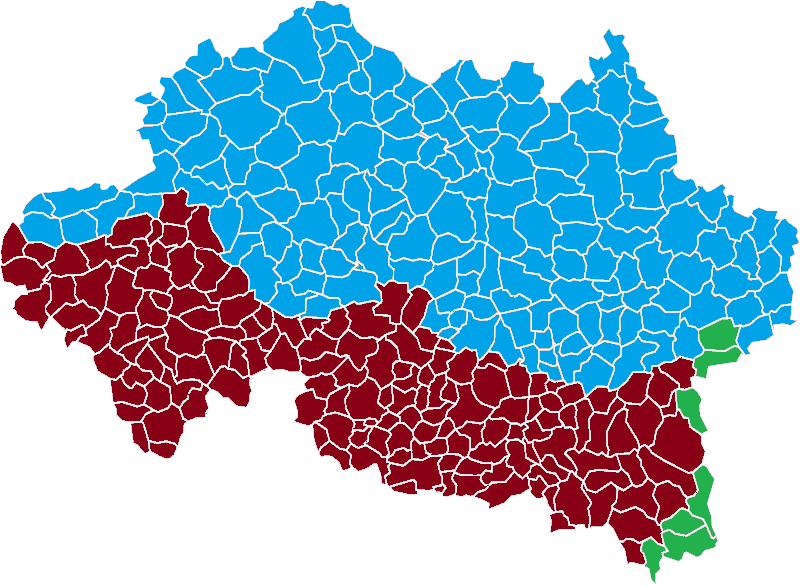
Carte linguistique du département de l'Allier.

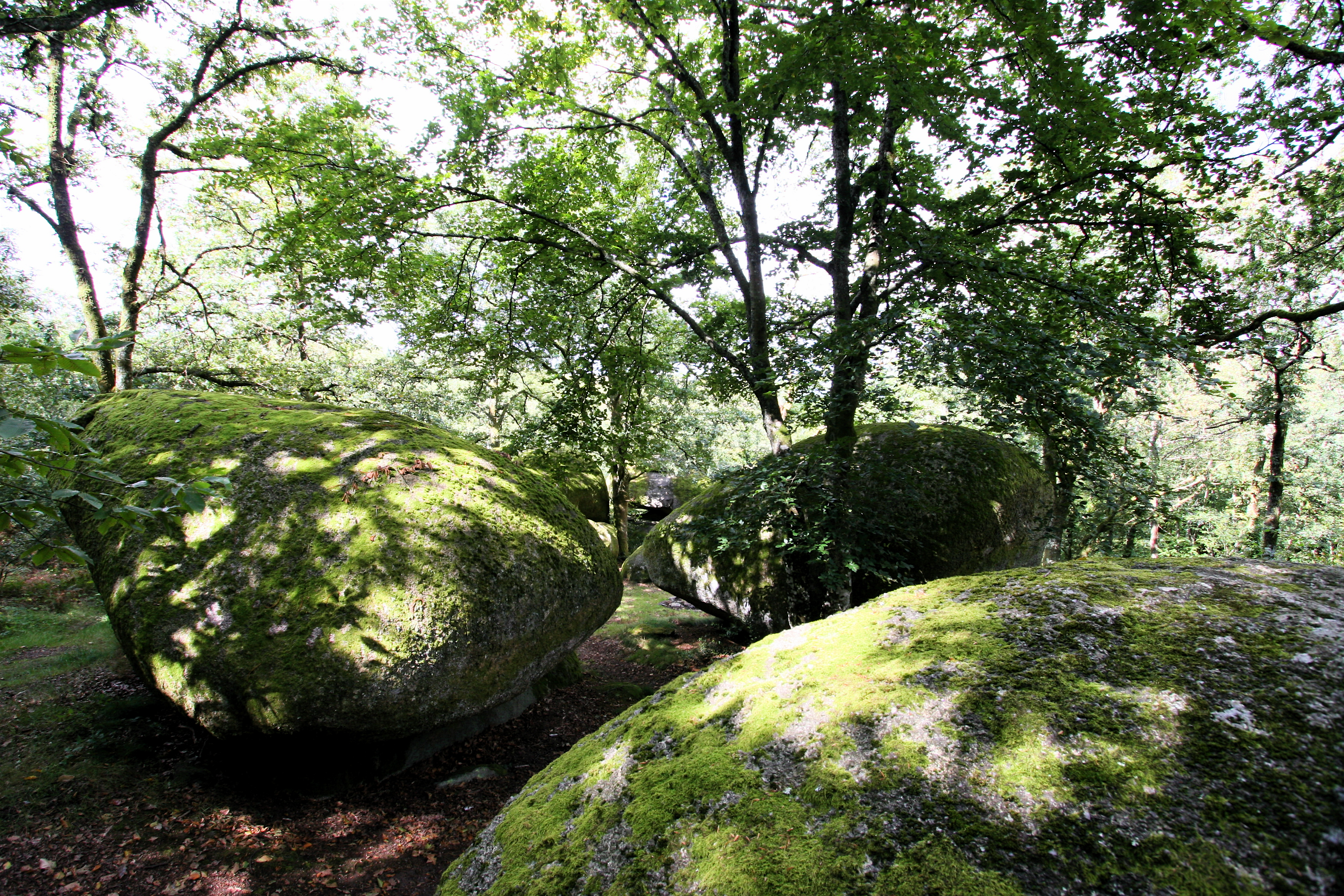
Une croyance populaire erronée fait des rochers de Puychaud, en Haute-Vienne, une démarcation de la limite linguistique, qui en réalité passe plus au nord.

Localisation des communes de marche dans le département de l'Allier selon François Fontan. Teintes chaudes rouge-orangé : communes d'oc. Teintes bleutées et claires : langue d'oïl.

La limite entre oc et oïl s'étend entre l'estuaire de la Gironde à l'ouest et la Montagne bourbonnaise à l'est.
Le village de Villeneuve, à 6 kilomètres au sud de Blaye, sur la rive gauche de la Gironde, marque l'extrémité occidentale de la frontière linguistique. Cependant, le village du Verdon-sur-Mer, dans le Médoc, est considéré comme étant une enclave de l'aire du saintongeais en zone occitane. La limite isole ensuite le pays Gabay au nord, en laissant en zone occitane une frange de 5 à 10 kilomètres en rive droite de la Dordogne, abritant notamment les villes de Saint-André-de-Cubzac, Libourne, Castillon-la-Bataille. Il existe une autre enclave saintongeaise autour de Monségur, à environ 25 kilomètres au sud-est de Castillon.
Après Puynormand, à la limite du département de la Dordogne, la frontière linguistique s'oriente progressivement dans l'axe longitudinal, suivant sur une quinzaine de kilomètres la limite administrative entre Gironde à l'ouest (Coutras) et Dordogne (Montpon-Ménestérol) à l'est, puis traversant la forêt de la Double, la Dronne et passant dans le département de la Charente, à l'ouest d'Aubeterre-sur-Dronne, entreprenant de dissocier la Charente occitane. La limite passe près de Pillac, Vaux-Lavalette, Torsac, Sers, Mornac, à seulement 10 kilomètres à l'est d'Angoulême.
C'est dans la forêt de la Braconne que la limite devient plus floue et que la notion de marge linguistique prend tout son sens entre deux limites extrêmes qui encadrent une zone de transition, le Croissant, qu'on rattache néanmoins à l'aire occitane. Ce Croissant est borné à l'ouest puis au nord par une ligne joignant Coulgens, Nanclars, Mouton, Saint-Sulpice-de-Ruffec, Vieux-Ruffec en Charente, Chatain, Mauprévoir, L'Isle-Jourdain, Lathus, Brigueil-le-Chantre dans la Vienne, Lignac, Dunet, Sacierges-Saint-Martin, Éguzon-Chantôme puis longeant la limite entre Indre et Cher au nord et Creuse au sud, même si quelques communes d'Indre et du Cher (Sainte-Sévère-sur-Indre, Saint-Priest-la-Marche, Préveranges) sont occitanes. La limite nord du Croissant passe au nord de Montluçon.
Le Croissant est limité à l'est puis au sud par une ligne reliant Saint-Mary, Saint-Claud, Ambernac, Hiesse, Abzac, Oradour-Fanais en Charente, Gajoubert, Peyrat-de-Bellac, Droux, Villefavard, Saint-Amand-Magnazeix, Fromental en Haute-Vienne, Saint-Pierre-de-Fursac, Le Grand-Bourg, Saint-Vaury, Saint-Léger-le-Guérétois, Sainte-Feyre, Ajain, Boussac.
Dans l'Allier, le Croissant s'étend au plus au nord entre la forêt de Tronçais, Hérisson, Venas, Cosne-d'Allier, Chavenon, Rocles, Tronget, Meillard, Verneuil-en-Bourbonnais, Rongères, Montaigu-le-Blin (Saint-Pourçain-sur-Sioule et Lapalisse ne sont pas occitans), Saint-Prix, Châtelus. À l'est de la Montagne bourbonnaise, la limite nord de l'occitan jouxte l'aire de locution du francoprovençal, et ce jusqu'à la frontière entre occitan et piémontais.

### Recherches

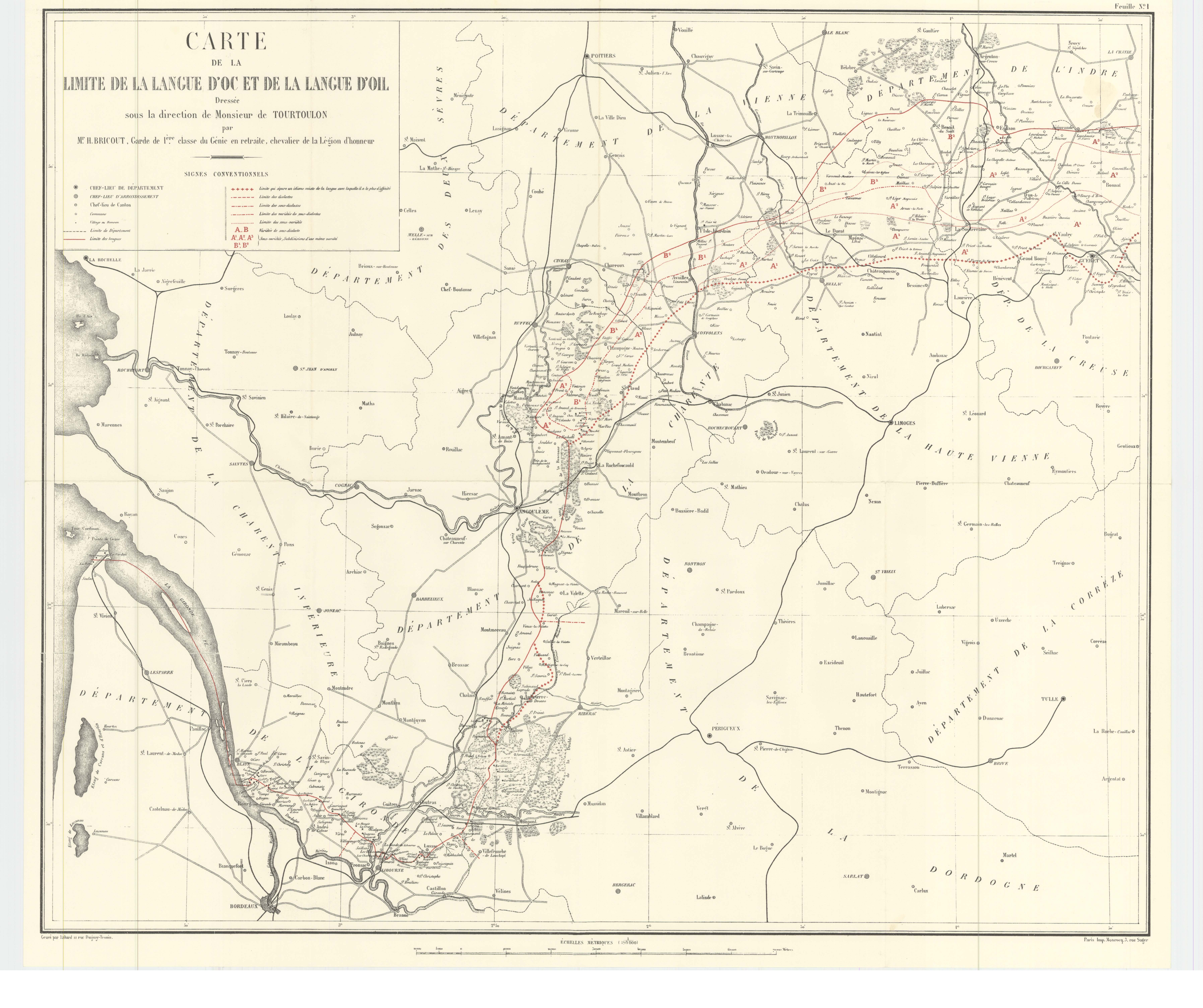
Limite géographique de la langue d'oc et de la langue d'oil, Ch. de Tourtoulon et O. Bringuier, 1875.

La détermination de la frontière linguistique fait l'objet de travaux nombreux et anciens, dont plusieurs ont visé à proposer une cartographie, dont celle de Charles de Tourtoulon en 1876, sur le secteur limousin, et celle de Walther von Wartburg en 1941 sur la position hypothétique de la frontière entre variété méridionale et septentrionale des parlers gallo-romans, produisant la « Ligne von Wartburg ».
Parmi d'autres recherches, on peut citer celles de Guylaine Brun-Trigaud (1990) et (1992) ou Gábor Tillinger (2013) sur les parlers du Croissant (1992), celle de Jean-René Trochet sur le lien entre frontières linguistiques et pratiques socio-culturelles, notamment juridiques.